# تاريخ المذاهب الإسلامية (كتاب)
تاريخ المذاهب الإسلامية هو كتاب من تأليف الإمام محمد أبو زهرة. ينقسم الكتاب إلى قسمين القسم الأول في السياسة والعقائد ويتناول هذا القسم الاختلاف الفكري بين الناس وأسباب اختلاف المسلمين في مناهجهم الفكرية في إدراك الأمور حول الإسلام والمذاهب السياسية. ويتحدث عن المسائل الاعتقادية ومسألة القدر ومسألة مرتكب الكبيرة وانقسام المذاهب القديمة إلى جبرية ومعتزلة التي نشأت في العصر الأموي وشغلت الفكر الإسلامي في العصر العباسي زمناً طويلاً. وكذلك الأصول الخمسة لمذهب المعتزلة: التوحيد والعدل والوعد والوعيد والمنزلة بين المنزلتين والأمر بالمعروف والنهي عن المنكر، والمذاهب الاعتقادية: مرجئة وأشاعرة وماتريدية وحنابلة. ويعرض أيضا في هذا القسم المذاهب الحديثة كالوهابية، والبهائية، والقاديانية. ويتناول القسم الثاني تاريخ المذاهب الفقهية، موضحا دور الاجتهاد الفقهي في عصر الرسول والاجتهاد في عصر الصحابة والمصادر الفقهية في عهد الصحابة وطرق اجتهادهم والاجتهاد في عصر التابعين والإجماع وحجية قول الصحابي.